# Benton (wieś)
Benton – wieś w Stanach Zjednoczonych, w stanie Wisconsin, w hrabstwie Lafayette.